# Rinconeda
Rinconeda (hasta 1953, Ramera) es una localidad perteneciente al municipio de Polanco, al norte de la comunidad autónoma de Cantabria (España). Está a 1,5 kilómetro de Polanco (Capital). Esta localidad tenía en 2020 una población de 1150 habitantes (INE), repartidos por los barrios de Cantarranas, El Corrillo, El Cueto, El Salto, La Cadena, La Corralada, La Ermita, Quintana, Rinconeda, San Salvador y Sebrán. La altitud de este pueblo es de 14 metros. Celebra la festividad de San Bernabé el 11 de junio. Tanto la ermita de San Bernabé como la de San José Obrero son del siglo XX. De su arquitectura destaca la casona de la familia Riva, casona montañesa del siglo XVIII situada en el barrio de Quintana.